# Dru Samia
Dru Samia III (Danville, 22 agosto 1997) è un giocatore di football americano statunitense che milita nel ruolo di offensive guard per gli Arlington Renegades della United Football League (UFL).

## Carriera

### Minnesota Vikings
Samia fu scelto nel corso del quarto giro (114º assoluto) del Draft NFL 2019 dai Minnesota Vikings. Debuttò come professionista subentrando nella gara della settimana 5 contro i New York Giants. La sua stagione da rookie si concluse con 2 presenze, nessuna delle quali come titolare.

### New York Jets
Il 12 ottobre 2021 Samia firmò con la squadra di allenamento dei New York Jets.